# Perets
Pérets, Pérez ou Pharès (en hébreu פֶּרֶץ / Péreṣ) est le premier fils de Juda et Tamar, et le frère jumeau de Zérah. Il est l’ancêtre de David et, par conséquent, de Salomon et Jésus de Nazareth. Ses descendants s'appellent les Péretsites.

## Noms dans différentes Bibles
La TOB donne Pèrèç, John Nelson Darby, la Bible du semeur, La Colombe et Louis Segond donnent Pérets, Parole de Vie et la Bible en français courant (1997) Pérès et la Bible de Jérusalem donne Péreç.
Dans la Septante, le nom se trouve sous la forme de Φαρες (Fares).

## Naissance
Quand Zérah, le frère de Pérets, sortit son bras du ventre de sa mère, la sage-femme de Tamar attacha un cordon brillant rouge à son poignet mais Zérah rentra son bras et ce fut Pérets qui naquit le premier et la sage-femme dit, « Quelle brèche tu as faite ! » C'est comme cela que Pérets reçut son nom, qui veut dire « brèche ». Zérah naquit ensuite, et son nom signifie « brillant rouge. »

## Perets et sa famille
Pérets a pour oncles Er et Onan, respectivement premier et second époux de Tamar, morts au pays de Canaan, ainsi que Shelah.
Il a pour frère jumeau Zérah,,.

## Égypte
Pérets s'est marié très tôt. Neuf mois plus tard il entre en Égypte avec deux fils jumeaux, Hesron et Hamul.
Pérets part avec son père Juda et son grand-père Jacob pour s'installer en Égypte au pays de Goshen dans le delta du Nil.
La famille des Péretsites dont l'ancêtre est Pérets sort du pays d'Égypte avec Moïse,.
La Bible ne dit pas combien de temps il vécut en Égypte. Ses descendants sont devenus les meneurs de clans les plus haut placés de la tribu de Juda et plus tard les rois du Royaume d'Israël et du Royaume de Juda.